# Jaques Paul
Jaques (o Jacques) Paul (Ginevra, 1733 – 1796) è stato un artigiano svizzero.
Abile costruttore ginevrino di strumenti scientifici, lavorò per gli scienziati Jean-André De Luc (1727-1817) e Horace-Bénédict de Saussure (1740-1799), che lo stimarono molto e per i quali spesso realizzò vari apparecchi, come barometri e igrometri. 

Suo figlio Théodore-Marc (1760-1832) propose un igrometro a massima e a minima.